# Rancul
Rancul est une ville de la province de La Pampa, en Argentine.

## Toponymie
Son nom est purement mapudungun, et signifie roseau, roseraie.

## Situation - Accès
La ville se trouve à l'extrême nord de province de La Pampa, non loin de la frontière avec celle de Córdoba. L'accès se fait par la route nationale 188.

## Population
La localité comptait 3 331 habitants en 2001, c'est-à-dire une hausse de 36,2 % par rapport aux 2 445 habitants de 1991.
En 2009, sa population est de l'ordre de 4 000 habitants. La principale activité économique est l'agriculture, suivie de l'élevage.